# Bulbophyllum grandiflorum
Bulbophyllum grandiflorum är en orkidéart som beskrevs av Carl Ludwig von Blume. Bulbophyllum grandiflorum ingår i släktet Bulbophyllum och familjen orkidéer. Inga underarter finns listade i Catalogue of Life.